# 政治家の年金未納問題
政治家の年金未納問題（せいじかのねんきんみのうもんだい）は、2004年（平成16年）に日本において、その時点での公的年金の加入・納付に関する記録から政治家による公的年金保険料の未納が発覚し問題となった事件。
本項では、公的年金に関する記録・手続等が適正であるのにもかかわらず、政治家が公的年金に加入せず、保険料を納付していなかったことについて述べる。公的年金の記録・手続等が不適正であったため発生した未納に関することについては、年金記録問題、国民年金不正免除問題を参照のこと。

## 概説
年金未納問題がクローズアップされるなか、年金制度改革を中心に議論がなされていた2004年4月の国会の期間中、複数の閣僚に年金の未納期間のあることが判明した。国会議員は国民皆年金制度発足の1961年度から1979年度までは適用除外、1980年度より1985年度までは任意加入で（国会議員の被扶養配偶者は被用者年金制度の被扶養配偶者と同じく1961年度から1985年度まで任意加入）、1986年度以降強制加入となったが、強制加入時期に年金の未納期間があることが判明した。
その後の調査が進むにつれて、追及していた野党議員にも次々と未納期間のある者が発覚し、官房長官の福田康夫や第一野党である民主党代表の菅直人が辞任に追い込まれるなど、政治家の年金未納問題は一大政局に発展した。国民の年金への不信が高まりつつある中で、年金不信をさらに加速しかねない不祥事であった。
議員年金は互助制度であり公的年金ではないのだが、議員年金に加入していれば「公的年金に加入している」と勘違いをしていた議員もいた。また議員年金の受給資格を満たしていれば退職後に年金受給できるが、国民年金よりも受給額が遥かに高いため、未納が法律違反という点を除けば、受給額と言う面で国民年金などの公的年金に加入するメリットが薄く、未納が刑事事件ではなかったことも公的年金未納に繋がったとされる。年金の議論をしている当人までもが、切り替え手続を忘れるという年金制度の複雑さを浮き彫りにするものでもあった。
この問題に先立って注目されたのが、2004年（平成16年）に、社会保険庁の年金CMに起用された女優・江角マキコの年金未納発覚である。江角は、国民年金未納者を厳しく問い詰めるCMで話題になったが、実際には国民年金保険料を納めていなかったにもかかわらず、確定申告において国民年金保険料を払ったかのような申告をしたことも発覚し（後に修正申告）、その後の確定申告において、社会保険料を納付した領収書の添付が義務付けられることとなった。この一連の報道を機に、年金運営たる社会保険庁の納付状況は、日本国民に注目される所となっていた。
そのような中で、国務大臣を含む政治家に未加入や、未納期間があることが判明（小泉内閣の首相を除く閣僚17人のうち7人に未納・未加入の事実が指摘され、その中の一人である福田康夫は内閣官房長官を辞任した）。さらには江角の証人喚問を要求したり、当初の未納・未加入発覚が発覚した三大臣を、当時の流行歌「だんご3兄弟」になぞらえ「未納三兄弟」と呼ぶなど、年金未納問題批判の急先鋒だった民主党代表・菅直人や、野党最左派である日本共産党所属の議員にも未納・未加入が発覚した。
その結果、2002年（平成14年）度の国民の平均年金未納率を、4ポイントも上回ったことが分かった。以上のような事実を踏まえて、マスメディアによって、日本国政府の政策失政を批判する相当量の報道に、国民の多数が賛同し、国民の年金制度不信、政権不信をさらに加速させた。
追及が及んだのは公職関係者ばかりでなく、公人の年金未納問題を強く批判していたニュースキャスターも、年金未納であることが発覚したため、番組出演を見合わせることとなる例も存在した（筑紫哲也など）。
また、前述の通り国会議員や学生が国民年金加入が任意制だった時期が存在するが、公的年金制度への信頼性が問題化されていたこともあり、法律違反でない任意時代の年金未加入が法律違反である強制加入期の年金未納と同じように問題視されうることもあった。
この問題を受けて、改めて年金の「うっかり未納」の深刻さが認識され、未納年金の後納が認められることとなった。
だが、この国民年金未納問題の個人情報漏洩に関与していたのは社会保険庁の職員であり、社会保険庁職員が誰でも閲覧可能な状態であり、情報管理がずさんだった為に「個人情報が全く守られていない」と批判され、これらの情報を故意（職務外に閲覧のこと）に閲覧したり、マスメディアに情報を社会保険庁の許可なく、故意でリークとして納付情報を漏らし、守秘義務違反をした社会保険庁職員300人に対して、一斉に懲戒処分され、この300名に対し、自民党は2005年（平成17年）12月21日の社会保険庁改革協議で、国家公務員法の分限免職を適用する方針を決めた。
その後、国民年金不正免除問題や年金記録問題が発覚したため、2004年（平成16年）の時点で、記録や手続が正確・適正であったかどうか不明であり、当時の納付記録の誤りにより未納扱いとされてしまった者も含まれている可能性があり、そもそも最初から国民年金の免除申請を認可されていた場合は、未納とはならないので、2007年（平成19年）時点でも、不透明な部分は残っていた。

## 経緯
この問題は当初与党自民党の一部閣僚の問題として発覚、野党民主党の批判を受けたことに端を発する。内閣提出をした責任者である閣僚が年金未納であったことから、年金を議論する資格がないと追及。この時点で、与党側は官房長官であった福田康夫から「個人のプライバシーだ」とのコメントを出し強く反発していた。この対応は多くの国民の不興を買うものだった。しかし数日後には福田自身を含めたさらに多数の閣僚に未納の事実が発覚するとともに、批判する側であった民主党の代表菅直人や野党議員にも発覚した。
この時点で、与野党全体を巻き込まれた形になった。それに対して福田は先手を打つ形で官房長官の引責辞任を発表した。こうして福田は潔く進退を決めたイメージを作るとともに、菅に進退を迫る形となった。菅は社会保険庁のミスを主張したが、民主党内で求心力が低下したため、菅は党代表辞任に追い込まれることとなった（もっとも、社会保険庁は未加入と認定した期間も後に加入期間に訂正し、菅に関しては責任は無いことが小泉首相の答弁書により明らかとなった。ただし、この社会保険庁のミスが発生した時の監督官庁は厚生省で、その時の厚生大臣は菅直人であり、菅が自分の政治的責任を自分で追及したことになる）。
福田が辞任した時点では、すでに懸案であった年金改革法案が衆議院を通過したあとであり、「名を捨てて実を取ったのでは」との批判もある。しかし、政治的には決断を迅速に行ったという点に関しては自民党の勝利であった。なお、後任の官房長官である細田博之は就任早々の会見において年金納入問題に関する質問が出たが、自身の年金納入履歴を答え、年金未納時期がないことを回答している。
民主党では、菅の後継として、党内でもその強い政治力から危険視され、自ら「一兵卒として働く」と宣言した小沢一郎が最有力であった。そして、小沢がその立場を活かして党執行部の刷新を条件に代表就任を受諾するという交代劇が繰り広げられた。
その後、首相小泉純一郎の任意加入期間の年金未加入が発覚、続いて小沢にも任意加入期間の年金未加入が発覚する。ともに任意加入の時期であり法律違反ではなかったが、ここで小沢は代表候補の辞退を表明した。福田の辞任のときとは逆に、自民党側に進退を突きつけた形となったが、小泉の進退問題には発展しなかった。
厚生労働大臣をはじめとする厚労関係議員（副大臣、国会委員長）にも年金未納があり、本国会審議の年金改革法案の成立を巡って、未納状況の公表が遅れるなどの状況がみられた。

## 事件の経過
- 2004年4月23日…小泉内閣の閣僚のうち、中川昭一（経済産業大臣）・麻生太郎（総務大臣）・石破茂（防衛庁長官）の後の麻生内閣の首相・閣僚となる3名が国民年金の納付をしていなかったことが判明。民主党代表の菅直人はヒット曲の「だんご3兄弟」にちなんで「未納三兄弟」と揶揄して強く批判。
- 2004年4月28日…小泉内閣閣僚の年金未納問題を追及していた菅直人も1996年1月から同年10月までの10か月間、当時の所管大臣(厚相)であったにもかかわらず年金に未加入だったことが判明する（後に行政の過失と判明。社会保険庁は菅の未加入を加入期間と訂正したが未払いは解消せず）。小泉内閣では福田康夫（官房長官）、竹中平蔵（経済財政・金融担当大臣）、谷垣禎一（財務大臣）、茂木敏充（沖縄･北方対策担当大臣）の4名に年金未納期間があったことが判明する。
- 2004年5月7日…福田康夫が内閣官房長官を引責辞任。
- 2004年5月10日…菅直人が民主党代表を辞任。
- 2004年5月11日…年金制度改革関連法案が、自・公・民の三党合意で衆議院を通過。
- 2004年5月12日…公明党、代表の神崎武法ら幹部を含む13人の未納議員を公表。
- 2004年5月13日…民主党が33人の未納議員公表。厚生労働副大臣の森英介、谷畑孝の未納判明。
- 2004年5月14日…小泉首相の任意加入期間の年金未加入が発覚。衛藤晟一衆議院厚生労働委員長の未納判明。
- 2004年5月17日…小沢一郎が年金未加入時期があったとして、民主党次期代表を辞退する旨を発表した。
- 2004年5月26日…自民・公明両党は、検討を進めていた保険料未納者が保険料追納を可能にする特例法案の成立を断念。
- 2004年5月27日…坂口力厚生労働大臣が国民年金未加入（任意期）を公表。
- 2004年5月27日…1986年4月以降の年金未納の議員氏名を公表することを義務つける法案を民主党の議員が提出。
- 2004年6月5日…年金改革関連法案が参議院で可決、成立。
- 2004年7月30日…社会保険庁職員300人ほどが私用目的で年金未納情報を閲覧していたことが発覚し、一斉処分が行われた。一部の職員がマスコミに情報をリークしていたことも明らかになった。

## 国会議員
以下に、未納期間のあったことが判明している議員を挙げる。貧窮によるものや手続き上のミスも含む（所属などは2004年当時、国会議員分は2004年5月14日読売新聞による）。

### 自由民主党

#### 衆議院議員
- 小泉純一郎（総理大臣・6年11か月）（※未納とは別に、厚生年金への違法加入も）
- 中川昭一（経済産業大臣・北海道・18年1か月─2年分事後納付）
- 麻生太郎（総務大臣・福岡・3年10か月）
- 石破茂（防衛庁長官・鳥取・2年2か月─1年8か月分事後納付）
- 福田康夫（官房長官・群馬・3年1か月─事後納付あり）
- 谷垣禎一（財務大臣・京都・1年5か月）
- 茂木敏充（沖縄･北方対策担当大臣・栃木・2年3か月─1年6か月分事後納付）
- 谷畑孝（厚生労働副大臣・大阪・5年11か月）
- 森英介（厚生労働副大臣・千葉・1年1か月）
- 衛藤晟一（衆院厚生労働委員長・大分・11年11か月）
- 笹川堯（予算委員長・群馬・1年2か月）
- 長勢甚遠（厚生労働委員会筆頭理事・富山・5か月）
- 加藤紘一（山形・4年1か月─2年分事後納付）
- 堀内光雄（山梨・2か月）
- 山崎拓（衆院落選・福岡・2年4か月）
- 平沢勝栄（東京・1年11か月)
- 平沼赳夫（岡山・11年8か月）
- 園田博之（熊本・2年8か月）
- 衛藤征士郎（大分・15年1か月）
- 三ツ矢憲生（三重・6か月─事後納付）
- 二田孝治（秋田・比例・11年10か月）
- 今村雅弘（佐賀・1年1か月）
- 橋本龍太郎（岡山・3年10か月─1年9か月分事後納付）
- 柳澤伯夫（静岡・1年2か月）
- 谷畑孝（大阪・5年11か月）
- 丹羽雄哉（茨城・4か月）
- 熊代昭彦（岡山・5年3か月）
- 根本匠（福島・2年2か月）
- 木村太郎（青森・9か月─7か月分事後納付）
- 逢沢一郎（岡山・8か月）
- 今井宏（埼玉・比例・1年2か月）
- 今津寛（北海道・1か月）
- 佐藤信二（山口・比例・5年11か月）
- 斉藤斗志二（静岡・比例・8か月）
- 塩崎恭久（愛媛・3年4か月）
- 七条明（徳島・比例・6か月─事後納付）
- 島村宜伸（東京・8年）
- 土屋品子（埼玉・非公表）
- 野田毅（熊本・比例・2年3か月）
- 萩野浩基（宮城・比例・2か月）
- 林田彪（熊本・8か月）
- 船田元（栃木・1年9か月）
- 古屋圭司（岐阜・4か月）
- 町村信孝（北海道・5年2か月）
- 宮腰光寛（富山・9か月）
- 望月義夫（静岡・1年─事後納付）
- 森田一（香川・9年2か月）
- 保岡興治（鹿児島・9年10か月）
- 山本公一（愛媛・11か月）
- 古川禎久（宮崎・)
- 嘉数知賢（沖縄・）
- 遠藤武彦（山形）
- 津島恭一（青森・比例・1か月）

#### 参議院議員
- 金田勝年（厚生労働委員・秋田・6年8カ月）
- 斎藤十朗（厚生労働委員・三重・1年3か月）
- 上杉光弘（宮崎・15年10か月）
- 加藤紀文（岡山・11年9か月）
- 鴻池祥肇（兵庫・1年7か月）
- 後藤博子（大分・5か月─事後納付）
- 佐藤昭郎（比例・1年7か月）
- 清水嘉与子（比例・3年4か月）
- 陣内孝雄（佐賀・1年2か月─事後納付）
- 田浦直（長崎・1年9か月）
- 服部三男雄（奈良・11年10か月）
- 林芳正（山口・9か月）
- 斉藤滋宣（秋田・5か月─事後納付）
- 狩野安（茨城・1年8か月）
- 真鍋賢二（香川・3年3か月）
- 矢野哲朗（栃木・2年3か月）
- 山下善彦（3か月）
- 根本匠（1年4か月）
- 山本一太（9か月）
- 岡田広（5か月）
- 野上浩太郎（1年）

### 公明党

#### 衆議院議員
- 坂口力（厚生労働大臣・2年3か月）
- 池坊保子（比例近畿・3年11か月─2か月分事後納付）
- 石田祝稔（比例四国・10か月─8か月分事後納付）
- 漆原良夫（比例北陸甲信越・6年7か月─2か月分事後納付）
- 遠藤乙彦（比例北関東・4年3か月─2年分事後納付）
- 神崎武法（比例九州・6か月）
- 北側一雄（大阪・8か月）
- 冬柴鉄三（兵庫・8か月）

#### 参議院議員
- 渡辺孝男（厚生労働委員・比例・1年1か月─1年1か月分事後納付）
- 風間昶（比例・11年10か月─2年分事後納付）
- 千葉国男（比例・4年2か月─2年分事後納付）
- 福本潤一（比例・4年─2年分事後納付）
- 森本晃司（比例・15年11か月）
- 山下栄一（大阪・11年9か月─2年分事後納付）
- 山本保（愛知・1年4か月─1年3か月分事後納付）

### 民主党

#### 衆議院議員
- 菅直人（1996.01～1996.10、未加入10か月間と報道されたが社保庁はこの期間も加入期間と訂正。未納は2か月間）
- 羽田孜（1986.04～1995.07、9年4か月間）
- 鳩山由紀夫（1986.07～1995.03、8年9か月間）
- 小沢一郎（不明）
- 石井一（1986.04～1994.08、8年5か月）
- 石毛鍈子（1997.04～1998.07、1年4か月間）
- 伊藤忠治（1986.04～1988.02、1988.12～1992.02、5年2か月間）
- 生方幸夫（1996.10～2002.02、5年5か月間）
- 小平忠正（1992.04～1993.03、1996・01～2002・02、7年2か月間）
- 近藤昭一（1996.11、1か月間）
- 佐々木秀典（北海道・1990.02～1995・08、5年7か月間）
- 鮫島宗明（1997.11、1か月間）
- 筒井信隆（1990・02～2002.02、12年1か月間）
- 土肥隆一（1990.04～1991.03、1991年度に6か月、1992年度に1か月、1年7か月間）
- 鉢呂吉雄（1991.12～1996.10、4年11か月間）
- 肥田美代子（1989.07～1997.10、8年4か月間）
- 山田正彦（1993.07～2002.04、8年10か月間）
- 横路孝弘（1995.05～2000.12、5年8か月間）
- 松本剛明（1か月)
- 渡辺周（1か月）
- 武正公一（54か月）
- 松木謙公（3か月）
- 高山智司（3年2か月）
- 本多平直（1年7か月）
- 楠田大蔵（2か月）
- 水島広子（2年）

#### 参議院議員
- 伊藤基隆（1995.09～1998.10、3年2か月間）
- 岩本司（2001.07～2002.02、8か月）
- 岡崎トミ子（1990.03～1992.01、1年11か月間）
- 田村秀昭（1989.07～1989.09、3か月間）
- 角田義一（1989.07～1997.05、7年11か月間）
- 中島章夫（1993.07～1995.12、2年6か月間）
- 西岡武夫（1986・04～1996・02、9年11か月間）
- 羽田雄一郎（1999・10～2000・03、6か月間）
- 平野貞夫（高知・1992・07～1995・10、3年4か月間）
- 福山哲郎（京都・1998・07～2002・03、3年9か月間）
- 松岡満寿男（1986・08～1988・05、1年10か月間）
- 峰崎直樹（1992・09～2002・02、9年6か月間）
- 簗瀬進（1994・07～2002・03、7年9か月間）
- 山下八洲夫（1986・04～1988・12、2年9か月間）
- 山根隆治（埼玉・2001・07～2002・02、8か月間）
- 渡辺秀央（1986・04～1987・10、1年7か月間）
- 桜井充 （5年4か月）
- 佐藤雄平（1か月）
- 江田五月（7か月）

### 社会民主党
- 土井たか子（衆院・兵庫・2年7か月）
- 横光克彦（衆院・大分・12年）

### 日本共産党
- 赤嶺政賢（衆院・沖縄・18か月）
- 吉井英勝（衆院・近畿比例・14年5か月）
- 高橋千鶴子（衆院・比例・2か月）
- 大沢辰美（参院・兵庫・5年9か月）

### その他
- 西川きよし（厚生労働委員・参院・大阪・9年4か月）
- 御法川信英（衆院・秋田・無所属・1か月）
- 中村敦夫（参院・東京・1年8か月）
- 島袋宗康（参院・沖縄・無所属）
- 黒岩宇洋（参院・新潟・無所属・1か月）
- 友近聡朗（参院・愛媛・無所属・6年5か月）

## 大臣（議員以外）
- 竹中平蔵（経済財政担当相）

## 地方議員・首長

### 都道府県知事
- 寺田典城（秋田県・知事・4年3か月）
- 山本栄彦（山梨県・知事・4年6か月）
- 福田昭夫（栃木県・知事・3か月）
- 橋本昌（茨城県・知事・1か月）
- 石原慎太郎 （東京都・知事・8年1か月）
- 田中康夫 （長野県・知事・5年9か月）
- 野呂昭彦（三重県・知事・4か月）
- 梶原拓（岐阜県・知事・4か月）
- 神田真秋（愛知県・知事・4か月）
- 木村良樹（和歌山県・知事・1か月）
- 金子原二郎（長崎県・知事・11か月）
- 安藤忠恕（宮崎県・知事・2年11か月）
- 稲嶺恵一（沖縄県：知事・37日）

### 市町村長
- 上田文雄（札幌市・市長・27年2か月）
- 安部三十郎（山形県米沢市・市長・1年9か月）
- 高橋栄一郎（山形県新庄市・市長・2年9か月）
- 小畑元（秋田県大館市・市長・5年6か月）
- 豊澤有兄（秋田県能代市・市長・2か月）
- 五十嵐忠悦（秋田県横手市・市長・1か月）
- 佐竹敬久（秋田県秋田市・市長・11か月）
- 寺田和雄（東京都町田市・市長・3か月）
- 高橋操（千葉県四街道市・市長）
- 中田宏（神奈川県横浜市・市長・10年1か月）
- 宮島雅展（山梨県甲府市・市長・16年10か月）
- 西室覚（山梨県大月市・市長・1か月）
- 中村照人（山梨県山梨市・市長・11か月）
- 小野修一（山梨県韮崎市・市長・約60カ月）
- 荻野正直（山梨県石和町・町長・4か月）
- 鈴木隆一（山梨県小淵沢町・町長・1か月）
- 梶原梅太郎（山梨県芦川村・村長・1年1か月）
- 桝本頼兼（京都府京都市・市長・1か月）
- 中村時広（愛媛県松山市・市長・2年間）
- 繁信順一（愛媛県今治市・市長・）
- 山崎広太郎（福岡県福岡市・市長・13年2か月）

### 議員
- ザ・グレート・サスケ（岩手県・県議・2年2か月間）
- 亀卦川富夫（岩手県・県議）